# Dossard rouge
Le dossard rouge est un dossard distinctif en cyclisme avec un fond de couleur rouge et un lettrage blanc. 
Il est utilisé durant les différentes étapes des courses organisées par ASO, dont notamment le Tour de France jusqu’en 2022, pour distinguer le coureur élu le plus combatif lors d'une précédente. Il est aussi remis par un jury le prix du super-combatif du Tour de France à l'issue de cette épreuve. Aujourd’hui le dossard qui récompense la combativité est doré/gris,,.

## Le dossard rouge sur les autres courses
Sur le Tour d'Espagne, il est utilisé pour distinguer les coureurs appartenant à la meilleure équipe. La couleur rouge est utilisée car elle représente le classement général, de la même façon que la couleur jaune est utilisée sur le Tour de France pour représenter le classement général.